# 도쿠가와 사다지로
도쿠가와 사다지로 (일본어: 徳川 貞次郎 とくがわ さだじろう[*])는 에도 시대 중기의 도쿠가와 쇼군가의 남자이다. 에도 막부 10대 정이대장군 도쿠가와 이에하루의 차남이다. 생모는 측실 요렌인 (후지이 카네츠네의 딸)이다. 도쿠가와 이에모토의 이복동생이다.

## 생애
제 10대 쇼군 도쿠가와 이에하루의 차남이다. 생모는 측실인 오시나노카타 (요렌인)이다.
사다지로가 태어나기 불과 2달 정도 전에 이복형인 타케치요 (훗날의 이에모토)가 태어났다. 어머니 요렌인은 이에하루의 총애를 받던 타누마 오키츠구의 뒷배로 이에하루의 측실이 된 인물이고, 이에모토의 생모인 오치호노카타 (렌코인)은 이에하루의 아버지 이에시게에게 중용된 오오오카 타다미츠의 뒷배로 이에하루의 측실이 된 인물이다. 태어난 아이들은 같은 해에 태어나, 이런 배경에서 양쪽 모두 아이가 태어남과 동시에 오오쿠에서의 주도권 경쟁이 치열해졌다고 한다.
아들 탄생에 따른 여러 행사로서, 오쿠고유우히츠구미가시라 시라이 토우에몬이나 메츠케 마츠다이라 타다마사 등이 봉행으로서 행해져, 시치야 축하 행사 때에, 아명으로 사다지로라고 지어져 미다이도코로 이소노미야 (신칸인)가 부양하는 것이 결정되었다.
그러나, 생후 3개월째인 호레키 13년 (1763년) 3월 16일에 요절하였다. 우에노 칸에이지의 료운인에 묻혔지만, 현재는 존재하지 않는다.

## 사다지로가 등장한 작품
- 오오쿠 (2024년, 후지테레비). 배우 이치다 리요[1] (8화 ~ 10화) → 스즈키 후쿠[2] (최종화). 사다지로가 토요치요 (후의 11대 쇼군 도쿠가와 이에나리)로 되어있는 설정.)